# Chi Công
Chi Công (danh pháp khoa học: Pavo) là một chi chim trong họ Phasianidae. Hai loài trong chi này, cùng với công Congo, được biết đến là các loài công.

## Các loài
- Pavo cristatus: Công lam Ấn Độ.
- Pavo muticus: Công lục.

### Hóa thạch
- Pavo bravardi (Pliocene muộn) - Gallus moldovicus, đôi khi phát âm sai thành moldavicus, có thể là tên đồng nghĩa
- Gallus aesculapii (Miocene muộn - Pliocene sớm).

Trong Pliocene trên bán đảo Balkan công Bravard cùng tồn tại với ptarmigan (chi Lagopus) Công phân bố rộng khắp bán đảo này và phía nam châu Âu cho đến khi kết thúc Pliocene.